# Der Legionär
Der Legionär ist ein US-amerikanischer Actionfilm aus dem Jahr 1998. Die Hauptrolle spielt Jean-Claude Van Damme.

## Handlung
Alain Lefevre ist ein französischer Boxer aus dem Marseille der 1920er Jahre. Er hält sich nicht an eine Absprache mit einem Gangsterboss und gewinnt einen Kampf, den er eigentlich verlieren sollte. Gejagt von den Kriminellen flüchtet er in die Fremdenlegion. Nach einem harten Drill in der afrikanischen Wüste wird er dort jedoch von den Ganoven gefunden. Die verfeindeten Männer müssen jedoch zusammenhalten, als ihre Bastion von Berber-Stämmen angegriffen wird. Die Legionäre werden von der Übermacht überrannt. Lefevre überlebt als einziger und soll den anderen Weißen ausrichten, dass die Berber sich von niemandem unterwerfen lassen und dass es ihr Land sei.

## Produktion
Der Film „Der Legionär“ ist ein Remake des Films „Marschier oder stirb“ von 1977 mit Terence Hill und Gene Hackman.
Das Budget betrug 20 Millionen US-Dollar.
Die Filmmusik greift in großen Teilen auf das Chanson Parlez-moi d’amour zurück.

## Kritik
Das Lexikon des internationalen Films kritisierte den Film als ein „grob geschnittenes Action-Abenteuer, frei von inszenatorischen Feinheiten.“ Doch es hielt ihm zugute, dass er „von der Konvention Abstand“ nehme, „zum Finale den gewaltsamen Triumph des Helden zu zelebrieren.“